# Chavagnes-les-Redoux
Chavagnes-les-Redoux är en kommun i departementet Vendée i regionen Pays de la Loire i västra Frankrike. Kommunen ligger i kantonen Pouzauges som tillhör arrondissementet Fontenay-le-Comte. År 2022 hade Chavagnes-les-Redoux 847 invånare.

## Befolkningsutveckling
Antalet invånare i kommunen Chavagnes-les-Redoux
| Referens: INSEE |